# Colnect
Colnect – strona internetowa oparta na technologii Wiki zawierająca ponad 42 katalogi przedmiotów kolekcjonerskich takich jak m.in. banknoty, monety, znaczki pocztowe, pocztówki. Strona umożliwia kolekcjonerom zarządzanie własnymi kolekcjami poprzez dodawanie kolekcji i tworzenie własnych list kolekcji, przedmiotów poszukiwanych, na wymianę, czy na sprzedaż, oraz porównywaniem list innych kolekcjonerów.
Katalog kart telefonicznych na stronie Colnect jest największym katalogiem na świecie.
Strona ma 62 wersje językowe, a jej społeczność liczy ponad 239 000 osób z 154 państw (stan na 2 czerwca 2020).